# Стратопауза
Стратопауза (мезопік) — геофізичний термін, який використовують у моделі атмосфери Землі для визначення розмежування стратосфери та мезосфери.
Визначена існуванням температурного піку, зумовленого поглинанням ультрафіолетового випромінювання Сонця озоном. Розташована на висоті 50—60 км. Виразно виявляється влітку, взимку її може не бути.